# The Bon-Ton
Bonton Holdings Inc., actief onder de naam Bonton, was een Amerikaanse warenhuisketen en -groep, opgericht in 1898. Het voormalige bedrijf BonTon, gevestigd in York (Pennsylvania), vroeg in februari 2018 faillissement aan en verkocht de naam aan CSC Generation. In 2021 werd het merk doorverkocht aan BrandX.com, dat onder de merknaam een webwinkel exploiteerde. Naast Bonton waren ook de warenhuisketens Bergner's, Boston Store, Carson's, Elder-Beerman, Herberger's en Younkers van de ter ziele gegane retaildivisie van BrandX.com.

## Geschiedenis
The Bon-Ton werd opgericht in 1898, toen Max Grumbacher en zijn vader, Samuel de winkel S. Grumbacher & Son openden. Het was een winkel met één ruimte voor hoeden en textiel aan de Market Street in York (Pennsylvania).

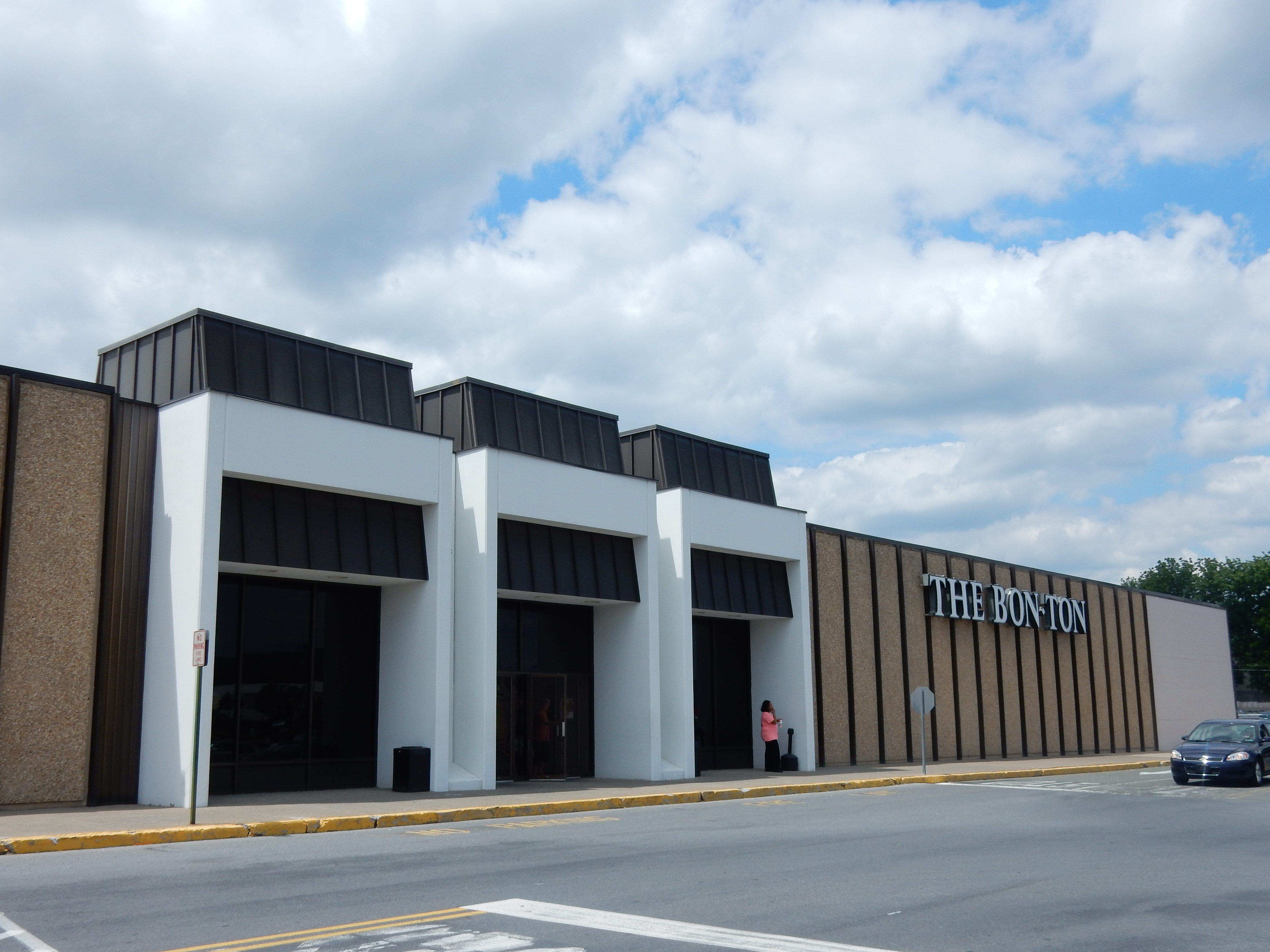
De voormalige The Bon-Ton-winkel in de South Mall in Salisbury Township, Pennsylvania, die oorspronkelijk een Hess-winkel was

In de Carlisle Evening Sentinel werd op 31 oktober 1902 vermeld dat de winkelketen nog twee extra vestigingen onder de naam "Bon-Ton Millinery" in Trenton (New Jersey) had. Daarnaast waren er vijf vestigingen in Pennsylvania: Carlisle, Lancaster, Lebanon, Altoona en East Liverpool. De naam "Bon-Ton" is afgeleid van een Britse term die "elite" of "high society" betekende.
Tijdens de Eerste Wereldoorlog en de Roaring twenties werd de winkelketen Grumbacher's groter en in 1929 werd het bedrijf opgericht als S. Grumbacher & Son, Inc. In 1931 trad Max' zoon, Max Samuel, toe tot het bedrijf. Toen Max sr. in 1933 overleed, zetten zijn weduwe Daisy en hun twee zonen, Max Samuel en Richard, de zaak voort. In 1936 gingen ze een partnerschap aan. The Bon-Ton was een populaire winkelbestemming in de klassieke radioshow Fibber McGee and Molly,  die werd uitgezonden van 1935 tot 1959.
Na de Tweede Wereldoorlog breidde de familie Grumbacher haar activiteiten nog verder uit. In 1946 werd er nog een The Bon-Ton geopend, in Hanover (Pennsylvania). Twee jaar later expandeerde het bedrijf buiten Pennsylvania en nam Eyerly's in Hagerstown (Maryland) over en in 1957 kocht het McMeen's in Lewistown (Pennsylvania). Deze vroege stappen vormden de basis voor het beleid van Bon-Ton om uit te breiden naar aangrenzende gebieden door nieuwe winkels te openen en bestaande bedrijven over te nemen.
Gedurende de volgende drie decennia breidde The Bon-Ton Stores zich steeds verder uit. In 1961 kwam de zoon van Max Samuel, Max Thomas "Tim", in de zaak. Hij vertegenwoordigde de vierde generatie Grumbachers. In de jaren 1960 opende het bedrijf nieuwe Eyerly's- en The Bon-Ton-winkels in verschillende steden in Pennsylvania en één in West Virginia. In 1969 werd afscheid genomen van de  naam McMeen. In de jaren 1970, toen de populariteit van winkelcentra toenam, opende The Bon-Ton elf nieuwe winkels in Pennsylvania en West Virginia.
In de jaren 1980 vond er een snelle consolidatie plaats in de warenhuisbranche, omdat grote winkelketens hun concurrenten opkochten. The Bon-Ton Stores begon begin van dit decennium met het openen van meer winkels, het opzetten van een nieuwe divisie, Maxwell's, en het overnemen van L.S. Good, inclusief de warenhuizen van Fowler's. Toen Tim Grumbacher in 1985 CEO werd, had het bedrijf 18 winkels in vier staten. Twee jaar later zette het bedrijf een grote stap door de keten Pomeroy's met elf winkels te kopen van Allied Department Stores. Dankzij deze aankoop kon het bedrijf zeven nieuwe markten in Pennsylvania betreden.
In 1991 nam The Bon-Ton J.W. Rhodes in Ithaca (New York) over. The Bon-Ton betrad de markt in Lancaster, Pennsylvania, in 1992 met de overname van twee Watt & Shand-vestigingen in het centrum van Lancaster en in het Park City Center. Het bedrijf breidde zijn aanwezigheid in de agglomeratie New York in 1993 verder uit met een winkel in de Wilton Mall in Saratoga Springs, in het voormalige pand van Addis & Dey's. Eind jaren 1980 nam het bedrijf ook het in York (Pennsylvania) gevestigde familiewarenhuis Mailman's over van Stanley Mailman, dat werd omgebouwd tot een The Bon-Ton-locatie.
In juli 1994 kocht The Bon-Ton de 127 jaar oude keten Adam, Meldrum and Anderson Company in Buffalo (New York) voor $ 42,6 miljoen, waarbij alle locaties worden omgebouwd tot The Bon-Ton. Rond dezelfde tijd kocht The Bon-Ton Chappell's in Syracuse (New York), en Hess's in Allentown (Pennsylvania).
Aanvankelijk bleef The Bon-Ton de belangrijkste vestiging van Hess exploiteren tot 1996. Toen sloot de vestiging na bijna 100 jaar onafgebroken bedrijf. Uiteindelijk werd de locatie gesloopt. De winkel in Allentown, de voormalige vestiging van Hess in het zuiden van Allentown, was het middelpunt van de South Mall.
In 1995 betrad The Bon-Ton de markt in Rochester (New York), in drie voormalige McCurdy's-locaties en in een voormalige McCurdy's-locatie (oorspronkelijk Iszard's) in Elmira (New York). Het voorjaar daarop opende het bedrijf een vierde vestiging in Rochester, in een voormalige vestiging van Sibley's/Kaufmann's. In maart 1995 sloot The Bon-Ton de markante winkel in het centrum van Lancaster. Later dat jaar sloten ze de vestiging van AM&A in het stadscentrum. In 1998 werd uitgebreid met een nieuwe winkel in Westfield (Massachusetts). Daarmee was het de eerste vestiging van The Bon-Ton Stores in New England.

### 21e eeuw
In oktober 2003 breidde The Bon-Ton uit naar Ohio en het lagere Midwesten door de overname van de winkelketen Elder-Beerman met 68 winkels. Na een poging om het bedrijf om te zetten in een particuliere onderneming, werd Elder-Beerman meer geld aangeboden voor de uitstaande aandelen als onderdeel van de overname. 
Op 25 november 2003 rapporteerde Bon-Ton een nettoverlies in het derde kwartaal van $ 1,7 miljoen, ofwel $ 0,11 per aandeel, inclusief een afschrijving van de activa van $ 0,10 per aandeel.
De keten The Bon-Ton Stores verdubbelde in november 2005 in omvang met een omzet van $ 1,1 miljard door de aankoop van de 142 winkels van Saks' Northern Department Store Group, met het hoofdkantoor in het centrum van Milwaukee. Het hoofdkantoor bleef in York, Pennsylvania, maar het merchandisinghoofdkantoor werd verplaatst naar Milwaukee. Net als bij de overname van Elder-Beerman werden bij deze transactie geen winkelnamen gewijzigd. De nieuw verworven winkelgroep omvatte Carson Pirie Scott, later bekend als Carson's, Bergner's, Boston Store, Herberger's en Younkers.
In september 2006 kocht The Bon-Ton vier Parisian-winkels (plus één in aanbouw) van Belk, dat net de keten had overgenomen. De winkels bevonden zich in Michigan, Indiana en Ohio, buiten het traditionele werkgebied van Belk. De winkels in Indiana en Ohio werden al snel omgedoopt in respectievelijk Carson Pirie Scott en Elder-Beerman. De drie winkels in Michigan bleven tot 2013 actief onder de naam Parisian, waarna ze Carson's-winkels werden.
Van 2011 tot en met 2017 boekte het bedrijf geen nettowinst. Er was ook sprake van een hoog verloop onder het management. In december 2013 kondigde Mike Nemoir, de vicevoorzitter, aan dat hij na 40 dienstjaren bij The Bon-Ton en zijn voorgangers op 28 maart 2014. In mei 2017 ging Tim Grumbacher met pensioen na 50 jaar in de raad van bestuur te hebben gezeten en meer dan 25 jaar als voorzitter. Van 1985 tot 1995 was hij CEO van The Bon-Ton en bekleedde hij ook andere senior managementposities. Grumbachers vrouw en medebestuurslid, Debra Simon, werd gekozen om hem op te volgen.
In het najaar van 2016 opende The Bon-Ton speciale 'Close to Home'-afdelingen in 45 winkels, waar zorgvuldig geselecteerde producten van ontwerpers, ambachtslieden en ondernemers uit elke markt worden aangeboden. In februari 2017 maakte de keten bekend dat ze dit concept zou uitbreiden naar minstens 100 winkels in 25 staten. 

#### Faillissement en liquidatie

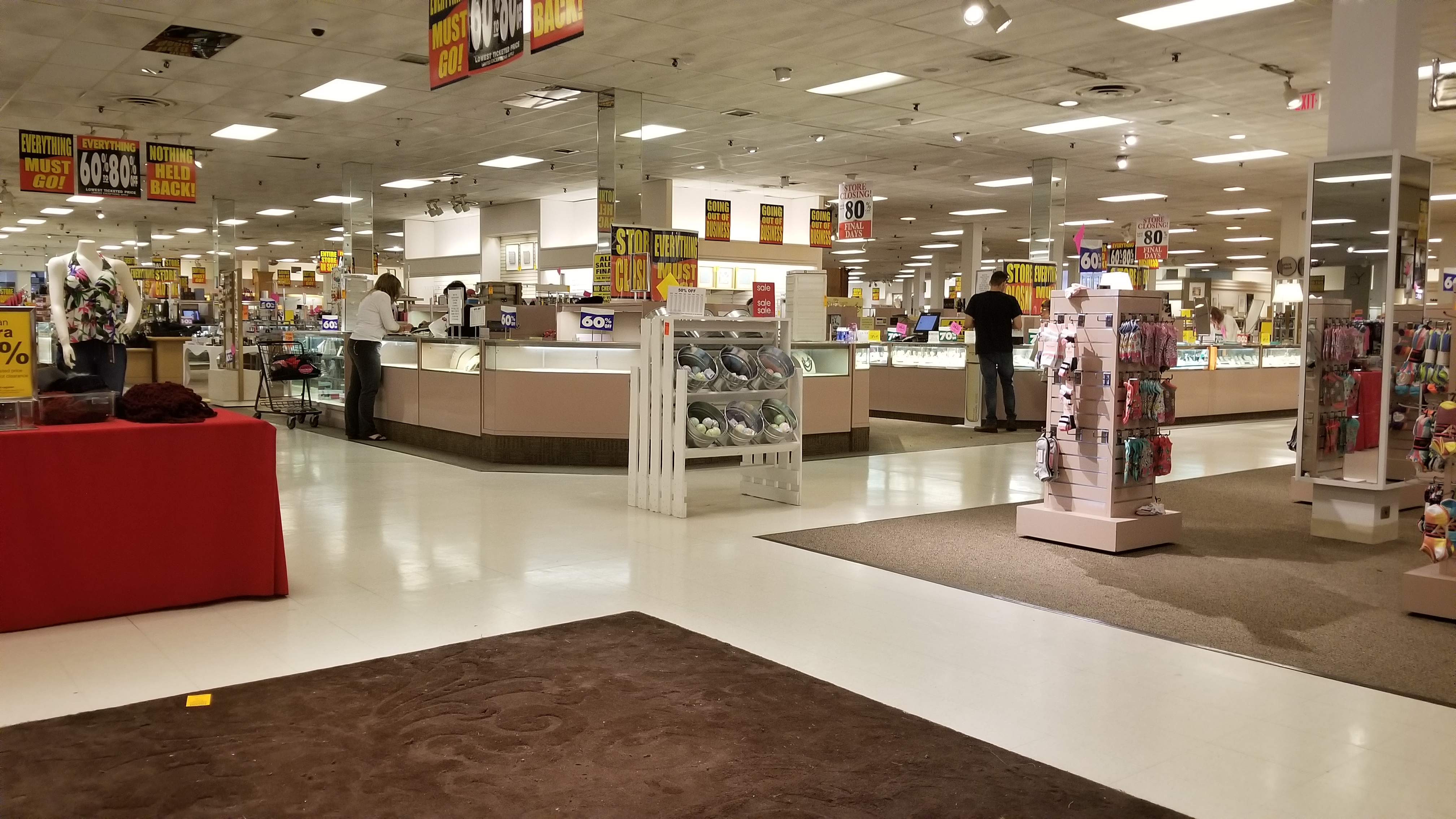
Colonial Park Mall-winkel in Lower Paxton Township, tijdens de laatste Bon-Ton-uitverkoop

Op 18 december 2017 maakte The Bon-Ton Stores bekend dat het, nadat de verkopen in zowel het tweede als het derde kwartaal met 6% waren gedaald, niet in staat zou zijn om de verschuldigde rentebetaling van $ 14 miljoen op 15 december te voldoen. Het bedrijf ging een standaard aflossingsvrije periode aan met zijn kredietverstrekkers. Uit analyses van Standard & Poor's bleek dat het bedrijf was gedegradeerd tot selectief wanbetaler en dat er na de respijtperiode een herstructurering buiten de rechtbank of een faillissementsaanvraag zou plaatsvinden.
Eind januari 2018 kondigde The Bon-Ton aan dat het zijn fysieke winkelformule wilde optimaliseren door 42 winkels in 14 staten te sluiten, naast de vijf winkels die eerder waren aangekondigd.
In februari 2018 vroeg The Bon-Ton Stores Inc. uitstel van betaling aan, met de waarschijnlijkheid dat de onderneming haar langetermijnschuld zou kunnen voldoen.
Op 9 april 2018 werd aangekondigd dat Washington Prime Group en Namdar Realty Group een substantieel bod hadden gedaan om The Bon-Ton over te nemen. Op 17 april 2018 besliste een rechter echter dat het bedrijf de 'werkvergoeding' van $ 500.000 niet mocht betalen en wees het aanbod af. Het op één na hoogste bod die dag kwam van The Great American Group LLC en Tiger Capital Group LLC, twee bedrijven die zich beide specialiseren in het liquideren van winkels, waar ze een aanzienlijke winst uit halen. Later diezelfde dag maakte The Bon-Ton bekend dat de rechtbank het bod van $ 775,5 miljoen van The Great American Group LLC en Tiger Capitol Group LLC had goedgekeurd en dat het alle 267 winkels zou liquideren. Het uitstel van betaling zou worden omgezet in het faillissement. De nieuwe eigenaren verwierven de inventaris en andere activa van het bedrijf en verkochten alles.
Op 30 augustus meldde Great America Group dat alle vestigingen in Pennsylvania officieel gesloten waren en dat de gebouwen de volgende dag ontruimd zouden worden.

#### Herlancering

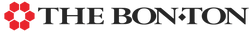
Het The Bon-Ton-logo dat tot 2015 werd gebruikt

Op 31 augustus 2018 werden de retailwebsites van The Bon-Ton Stores, Inc. geüpdate met het bericht 'Stay Tuned', waarin werd aangegeven dat de respectievelijke merken van het bedrijf opnieuw zouden worden gelanceerd; de curator verklaarde dat het bedrijf werd overgenomen. Op 6 september 2018 werd gemeld dat de koper CSC Generation was, gevestigd in Merrillville (Indiana). Deze holding wordt gesteund door Chinese en Amerikaanse durfkapitalisten, die ook eigenaar zijn van de ledenaankoopservice DirectBuy .
CSC Generation betaalde $ 900.000 om The Bon-Ton over te nemen, inclusief de officiële merknaam, handelsmerken, websites en database met 24,5 miljoen unieke klantgegevens en 5,6 miljoen e-mailadressen. Terwijl de retailer zich zou richten op een webwinkel, waren er plannen om in verschillende staten een aantal fysieke winkels te heropenen. Er werd echter maar één dergelijke winkel geopend, in Evergreen Park, Illinois, en deze sloot in oktober 2020 als gevolg van de COVID-19-uitbraak. Schoonheidsproductenbedrijf L'Oréal USA deed met succes een bod van $ 312.900 op gegevens over de cosmetica- en parfumklanten van Bon-Ton.
Op 10 september 2018 keurde de federale faillissementsrechter de verkoop aan CSC Generation goed, waarna de nieuwe eigenaar op 14 september een nieuwe onderneming lanceerde voor al zijn warenhuismerken. Naast kleding en huishoudelijke artikelen verkochten ze ook televisies en grote keukenapparaten.
Vervolgens werd Bon-Ton begin 2021 door CSC Generation verkocht aan het in New York gevestigde BrandX.com, Inc.  Volgens een artikel in WWD uit mei 2022 zou BrandX Bon-Ton opnieuw lanceren en een fysieke vestiging openen onder de naam Carson's in Illinois. 
In september 2022 werd The Bon-Ton opnieuw gelanceerd als eerste merkherlancering door BrandX.com.